# Chiedi di me/Madame 2013
Chiedi di me/Madame remix è un singolo di Renato Zero pubblicato nel 2013 in formato 12", estratto dall'album Amo - Capitolo I.

## Descrizione
Uscito in contemporanea con l'album Amo - Capitolo I, il singolo è stato distribuito esclusivamente in versione 12″ in tiratura limitata. 
Il disco contiene il primo singolo (con testo leggermente modificato) dall'album Amo e una nuova versione di Madame, remixata da P. Galeazzi. Quest'ultima è stata presentata per la prima volta l'8 marzo al Piper Club di Roma.

## Tracce
Lato A
1. Chiedi di me – 4:13 (testo: Renato Zero, Incenzo – musica: Renato Zero,  Madonnia)

Lato B
1. Madame (remix di P.Galeazzi) – 5:17 (testo: Renato Zero, Evangelisti – musica: Pintucci, Renato Zero)

## Formazione
- Renato Zero - voce
- Phil Palmer - chitarra acustica, chitarra elettrica
- Simon Bloor - pianoforte, organo Hammond
- Ash Soan - batteria
- Trevor Charles Horn - basso
- Julian Hinton - tastiera, programmazione
- Luis Jardim - percussioni
- Everton Nelson - violino

## Classifica italiana
| Posizione | 84 | 90 |